# 普拉特鎮區 (密歇根州)
普拉特鎮區（英語：Platte Township）是位於美國密歇根州本西縣的一個行政鎮區。

## 地方資料
普拉特鎮區的面積為94.50平方千米，當中陸地面積為94.00平方千米，而水域面積為0.50平方千米。根據2020年美國人口普查的數據，當地共有人口343人，而人口密度為每平方千米3.63人。